# 功夫 (遊戲)
《功夫》（又译作），是1985年科樂美推出的格鬥遊戲，主角以李小龍為藍本。

## 概要
由玩家操控主角，與各個身懷絕技的格鬥家戰鬥。在不同平台上，遊戲內容有相異之處：
| 比較   | 街機版                                                             | MSX、紅白機版                                                                |
| ------ | ------------------------------------------------------------------ | ---------------------------------------------------------------------------- |
| 主角名 | Oolong（烏龍）                                                     | Lee（李）                                                                    |
| 敵人數 | 11位                                                               | 5位                                                                          |
| 音樂   | 不同                                                               | 不同                                                                         |
| 劇情   | Oolong為了完成父親的遺願，而參加了格鬥大會，以獲得優勝王座杯為目標 | 中國清朝末期，為了打敗在中國作惡多端的炒飯一族，而深入敵陣麵麻之塔，展開戰鬥 |

另外，在科樂美80年代經典街機遊戲的說明書介紹，把主角兩個版本的名字Lee和Oolong結合成「Lee Oolong」，也就是李烏龍。

## 發行與移植
街機版
- 《Yie Ar Kung-Fu》（1985年1月）
- 《Yie Ar Kung-Fu II》（1986年）
  - 歐美地區在同年，移植到電腦平台上（Commodore 64、Amstrad CPC、Sinclair ZX81、ZX Spectrum、BBC Micro）
- 《科樂美80年代經典街機遊戲》（1999年5月13日，PS）
- 《科樂美街機遊戲收藏（日语：コナミアーケードゲームコレクション）》（2002年5月2日，GBA），新增角色及對戰功能
- 《Yie Ar Kung-Fu》（2004年7月14日，行動電話），科樂美net（日语：コナミネットDX）線上下載服務，隱藏模式中登場新角色[1]
  - SoftBank Mobile（2004年7月14日）
  - NTT DOCOMO（2004年9月2日）
  - au（2004年10月6日）
  - WILLCOM（日语：ウィルコム）（2006年6月7日），2010年6月30日線上下載服務結束
- 《我們是Geasen族（日语：オレたちゲーセン族） 一二功夫》（2005年10月27日，PlayStation 2）[3]
- 《科樂美街機收藏（日语：コナミ アーケード コレクション）》（2007年3月15日，NDS）
- 《Yie Ar Kung-Fu》（2007年7月18日，Xbox 360（Xbox Live Arcade））
- 《LOVEPLUS》（2012年2月14日，3DS）
  - 《LOVEPLUS+》（2014年3月27日，3DS）

MSX版
- 《Yie Ar Kung-Fu》（1985年1月，MSX）
- 《科樂美遊戲收藏（日语：コナミゲームコレクション） Vol.1》（1988年，MSX）
- 《科樂美MSX古董收藏（日语：コナミアンティークスMSXコレクション） Vol.1》（1997年11月20日，PlayStation）
  - 2006年11月22日，Game archives（日语：ゲームアーカイブス）線上下載服務開始
- 《科樂美MSX古董收藏 Ultrapak》（1998年7月23日，SEGA土星）
- 《Yie Ar Kung-Fu》（2006年，i-revo（日语：i-revo）），2011年3月31日線上下載服務結束
- 《Yie Ar Kung-Fu》（2015年1月14日、Wii U的Virtual Console）[4]

FC版
- 《Yie Ar Kung-Fu》（1985年4月22日，FC遊戲機）
- 《科樂美GB收藏 Vol.3》（1998年2月19日，GB）
- 《Yie Ar Kung-Fu（小）》（2001年7月，i-αppli（日语：iアプリ））
- 《Yie Ar Kung-Fu》（2006年、i-revo），2011年3月31日線上下載服務結束
- 《Yie Ar Kung-Fu》（2008年1月8日，Wii的Virtual Console）[2]
- 《Yie Ar Kung-Fu》（2013年6月19日，3DS的Virtual Console）[5]
- 《Yie Ar Kung-Fu》（2014年9月17日，Wii U的Virtual Console）[6]
- 《Yie Ar Kung-Fu》（2019年3月13日，Family Computer Nintendo Switch Online）

## 角色
按登場順序。

### 街機版
Oolong（烏龍）
本作主角。
Buchu
Star
Nuncha
Pole
Feedle
Chain
Club
Fan
Sword
Tonfun
Blues

#### GBA版新增角色
Bishoo
Clayman

#### 行動電話版新增角色
Katana

### MSX、FC版
Lee（李）
本作主角，在MSX版是身穿藍色褲子；在FC版則是身穿粉紅色褲子。
Wang（王）
身穿藍色褲子，使用棒術來回攻擊。
Tao（陶）
在MSX版是身穿暗粉紅色褲子；在FC版則是身穿紫色褲子，會吹出火球攻擊。
Chen（陳）
身穿綠色衣服，使用伸縮鎖鏈頭攻擊。
Lang（藍/蘭）
在MSX版是身穿紅色衣服的女子，疑似代表女忍者；在FC版則是身穿粉紅色旗袍，使用手裏劍攻擊。
Wu/Mu（吳/穆）
身穿白色褲子，在MSX版的名子是Wu；在FC版則是Mu，會短暫在空中飛行攻擊。